# جو غينز
جو غينز (بالإنجليزية: Joe Gaines)‏ هو لاعب كرة قاعدة أمريكي، ولد في 22 نوفمبر 1936 في مقاطعة براتسوز في الولايات المتحدة.

## وصلات خارجية
- جو غينز على موقع الدوري الياباني لكرة القاعدة (الإنجليزية)
- جو غينز على موقعبيزبول رفرنس.كوم (الدوري الرئيسي) (الإنجليزية)
- جو غينز على موقعبيزبول رفرنس.كوم (الدوري الثانوي) (الإنجليزية)